# Luigi Galli
Luigi Galli, all'anagrafe Luigi Paolo Galli (Carate Brianza, 9 febbraio 1902 – Carate Brianza, 16 settembre 1986), è stato un antiquario italiano.
Fu uno dei maggiori antiquari operanti nel Nord Italia intorno alla metà del XX sec. Fu proprietario di Villa Beldosso dal 1938 alla sua morte. Fu insignito del titolo di Cavaliere ufficiale, sebbene spesso ci si riferisse a lui come Commendatore.
Massimo esperto di arte Veneta, ed in particolare della pittura del Settecento veneziano, trattò nel corso della sua carriera opere di Tiziano, Jacopo Bassano, Veronese, Tiepolo, Piazzetta, Gianantonio e Francesco Guardi. Operò inoltre nel commercio antiquario di mobili e pezzi d’arredo.
Ebbe stretti rapporti con lo storico dell'arte Roberto Longhi, che gli fornì perizie fino all'aprile 1970.

## Biografia

### Le origini
Luigi Paolo Galli nacque alle ore 13 del 9 febbraio 1902 a Carate Brianza. La madre, Luigia Redaelli, originaria di Capriano, ed il padre, Antonio, gestivano il "Ristorante Brianza" con servizio di vetture e stallazzo in via Francesco Cusani, la via centrale di Carate Brianza. Davanti al ristorante, che si trovava all'interno del cosiddetto cortile Galli, effettuava la sua ultima fermata il tram Gamba de legn proveniente da Milano.
Qui i nobili milanesi potevano usufruire del servizio offerto dai Galli per affittare un vetturino o una carrozza e proseguire così nell’alta Brianza, dove molti di loro al tempo possedevano delle ville di delizia.
A partire dal Cinquecento, infatti, la Brianza iniziò ad ospitare eleganti dimore di campagna dove la nobiltà milanese trascorreva lunghi periodi di villeggiatura, lontana dalle arsure della città e dai traffici cittadini. Nel corso dell’Ottocento l’abitudine venne mantenuta dalla nuova classe di industriali e i collegamenti, anche tramviari, tra Monza e Milano vennero implementati.
Il giovane Luigi crebbe con i fratelli maggiori Marco (1898-1980), Giuseppe e le sorelle Alda e Maria, minori di lui. Per via della sua bassa statura venne soprannominato Gino. La sua infanzia trascorse in gran parte a Capriano, piccola frazione del comune di Briosco, dove nacque la madre Luigia.
L’attività di famiglia richiese presto il contributo dei figli maggiori i quali si occupavano in special modo di recapitare pasti caldi e vino a domicilio; spesso capitava loro di recarsi alla vicina Villa Beldosso, situata su una collina isolata situata ad egual distanza tra i comuni di Carate e Briosco, allora di proprietà dei Sola.
Grazie all’abbassamento dell’altezza minimadei soldati (passata da 156 a 150 cm.), Luigi risultò idoneo al servizio militare. Non partecipò per ragioni anagrafiche a nessuna delle due guerre.

### Gli inizi della carriera
Marco Galli, complice qualche fruttuoso incontro con la nobiltà milanese, imparò a riconoscere mobilio ed oggetti di valore iniziando ad interessarsi alla vendita di oggetti d’arte. Il fratello Luigi lo seguì e nel corso degli anni trasformò questa passione in un vero e proprio mestiere intraprendendo l’attività di antiquario. Anche Marco proseguì con successo, fino al 1978, l’attività antiquariale mantenendo per tutta la vita col fratello un rapporto costruttivo e professionale.
Nonostante provenisse da una famiglia di ristoratori di provincia, Luigi già nel 1935 ebbe un ruolo di spicco nelle trattative per l’acquisizione della Biblioteca Trivulziana da parte del Comune di Milano.
Il 13 luglio 1935, all’età di trentatré anni, sposò Carlotta Lissoni, da cui ebbe una figlia: Gigliola Galli. Tra il 1938 ed il 1939 Galli acquistò Villa Beldosso, passata fino ad ora per successione ereditaria: a Giovanni Carlo Pirovano nel 1635, alla famiglia Busca nel 1658 ed infine al conte Andrea Sola, deputato in Parlamento, nel corso dell’Ottocento. Negli ultimi due anni della seconda guerra mondiale la villa venne occupata prima dal comando tedesco, e poi da quello alleato riportando importanti danni specialmente negli interni. Con la fine del conflitto l’interno della villa, faticosamente ricomposto negli arredi, venne adibito a deposito ed esposizione di mobili ed oggetti d’antiquariato. Qui restauratori esperti operavano al recupero di opere d’arte e registi famosi venivano a ricercare l’arredamento ambientale per i loro film d’epoca. 
Tra i restauratori che lavorarono per Luigi ci furono il bergamasco Mauro Pellicioli e il brioschese Claudio Fociani (in attività dal 1954).
Luigi visse così tra la residenza di viale Garibaldi, 12 a Carate e Villa Beldosso. Un ulteriore padiglione espositivo era situato nelle immediate adiacenze dell’Accademia di Brera, a Milano.
La figlia Gigliola, cresciuta, sposò Guido Lamperti (1931- 2023) che, dalla metà degli anni Sessanta, affiancò il suocero nell’attività di antiquario.
Gino Galli fu l’esile scattante volitiva figura dalla folta candida capigliatura che, con tratto cortese ma deciso, unito ad intraprendenza fuori dal comune e spirito d’avventura riuscì ad inserirsi negli ambienti più esclusivi, pur provenendo da famiglia non particolarmente agiata. «Il Galli sa cercare» scrisse Fernando Poch sulle pagine del Corriere della Sera; fu infatti uno dei più abili ricercatori e scovatori di cose veramente antiche e belle e di conseguenza le maggiori raccolte italiane e straniere sono state potenziate con opere passate attraverso la sua galleria.

### Il successo, le conoscenze illustri, le Mostre
Durante tutta la sua carriera Gino Galli trattò con personaggi famosi della cultura, della politica e dell’industria: Gianni Agnelli, Silvio Berlusconi, l’industriale Crespi, i fratelli Fabbri Editori, il generale Charles de Gaulle, il presidente Giovanni Gronchi, Casa Savoia, l'agente segreto Rodolfo Siviero, il principe Trivulzio, lo scrittore Guido da Verona.
Emerse però sempre con vigoria l’amore che lo legava alla Brianza: «Frequentando però gli ambienti più disparati –ammetteva con filosofia–  ci si accorge che la testardaggine di cui noi brianzoli andiamo fieri, dagli altri ci è rimproverata come un difetto, al limite della grettezza».
Dinamico, ricco di una non comune competenza ed esperienza in campo artistico, Gino fu soprattutto esperto di pittura del Settecento veneziano, specialmente delle opere di Francesco Guardi, pittore che amò particolarmente e che avvertiva in perfetta sintonia col proprio temperamento. Fu altresì profondo conoscitore dei preziosi mobili intarsiati di Giuseppe Maggiolini. Possedette inoltre una pregiata raccolta di pietre preziose incise (zaffiri, smeraldi, rubini, diamanti) dall’alto valore storico-artistico.
Nel corso della sua carriera Galli si avvalse dei pareri e delle perizie degli storici dell’arte Roberto Longhi, Federico Zeri, Giuseppe Fiocco e Rodolfo Pallucchini. A Venezia era solito farsi riservare una stanza d’albergo dove venditori e compratori si recavano a trovarlo.
Nel novembre-dicembre 1960 partecipò alla Mostra Nazionale dell’Antiquariato di Palazzo Reale, a Milano. Qui espose, insieme al fratello Marco, opere del Canaletto, di Francesco Guardi, di Simone Benvenuti, di Giambologna, del Parmigianino, di Marco Ricci, del Sansovino, di Giuseppe Zais e di Francesco Zuccarelli.
Nel maggio-giugno 1962 Galli espose nel corso di una Mostra a Palazzo Grassi, a Venezia.
Tra il 14 settembre ed il 14 ottobre 1963 Galli prese parte alla terza biennale Mostra-Mercato Internazionale dell’Antiquariato a Palazzo Strozzi a Firenze esponendo un mezzo busto di Giulio Cesare attribuito al Filarete. Alla Mostra-Mercato, nata nel 1959 per opera dei fratelli Bellini, si riuniva il meglio dell'antiquariato italiano e straniero: era infatti selezionatissima la partecipazione degli antiquari. Lo scopo era quello di creare un connubio tra esposizione ed esperienza commerciale. L’evento ebbe un successo immediato e travolgente tanto da richiedere l’intervento delle forze dell’ordine per disciplinare la folla dei curiosi; tra i visitatori d’eccezione vi fu il presidente Giovanni Gronchi, giunto in veste privata.
Nel settembre-ottobre 1965 alla Mostra-Mercato Internazionale dell’Antiquariato a Palazzo Strozzi Galli presentò opere di Francesco Guardi, Francesco Zuccarelli e di Giuseppe Zais.
Tra le opere più note che Gino Galli trattò nel corso della sua carriera, vi sono: una versione dell'Adorazione dei Magi di Tiziano Vecellio, San Giuseppe col Bambino, Agar, Ismaele e l'Angelo, Santa Caterina da Siena e quattro affreschi raffiguranti Cerere, Flora, Bacco ed un giovane cacciatore in nicchia di Giambattista Tiepolo. Numerose nature morte di Francesco Guardi, La Fortezza e La Temperanza di Gianantonio Guardi, Piazza San Marco del Canaletto. Un Autoritratto di Daniele da Volterra, una Madonna col Bambino e San Giovannino di Giampietrino. Cena in Emmaus di Giambattista Piazzetta, Ritratto di gentiluomo di Jacopo Bassano, un Battesimo di Cristo di Paris Bordone e infine Cristo e l'adultera di Giovanni Cariani. 

### La morte
Luigi Galli morì il 16 settembre 1986 a 84 anni. È sepolto in cappelletta privata presso il cimitero di Carate. L’attività fu continuata dal genero Guido Lamperti, che andò ad abitare lui stesso con la famiglia nella dependance della Villa Beldosso.